# Acrolophus particeps
Acrolophus particeps är en fjärilsart som beskrevs av Edward Meyrick 1913. Acrolophus particeps ingår i släktet Acrolophus och familjen Acrolophidae. Inga underarter finns listade i Catalogue of Life.